# Calherodius leuconotus
Calherodius leuconotus este o specie de stârc de mărime medie din familia Ardeidae, prezentă în Africa subsahariană.